# 天野公義
天野 公義（あまの きみよし、1921年3月2日 – 1990年7月29日）は、日本の政治家。自治大臣（第24代）、国家公安委員会委員長（第33代）、北海道開発庁長官（第38代）、衆議院議員（11期）。戦前に東京府会議員を務めた天野頼義は父。

## 来歴・人物
東京府北豊島郡日暮里町（現在の東京都荒川区）生まれ。旧制府立高校を経て、東京帝国大学文学部に入学。在学中はア式蹴球部（サッカー部）に入部。1941年には同部の主将を務めて、関東大学リーグで優勝も経験した。また、倫理学科では和辻哲郎の門下生であった。
卒業後に同盟通信社の記者となったが、戦後の1946年・1947年と総選挙に立候補して共に落選。吉田茂の首相秘書官の傍ら、東京大学法学部に在籍した。
1949年の第24回衆議院議員総選挙に民主自由党公認で東京6区（当時）から立候補し初当選。以後、当選11回するが、落選は7回も経験。
保守合同後は宏池会（池田勇人→前尾繁三郎→大平正芳→鈴木善幸→宮澤喜一派）に所属。文部、大蔵の各政務次官を経て、1976年三木内閣改造内閣で自治大臣兼国家公安委員会委員長兼北海道開発庁長官として初入閣するが、同年に行われた総選挙で、現職閣僚ながら落選した。1989年予算案の与党単独採決に抗議して河野洋平、鯨岡兵輔らと共に本会議欠席。1990年の総選挙で落選後、政界から引退した。
1990年7月29日、急性心不全のため、東京都文京区の順天堂大学医学部附属順天堂医院で死去した。69歳没。同年8月7日、特旨を以て位九級を追陞され、死没日付をもって従七位から正三位勲一等に叙され、旭日大綬章を追贈された。同年9月11日、自由民主党葬が青山葬儀所で行われた